# Terminalia trichopoda
Terminalia trichopoda är en tvåhjärtbladig växtart som beskrevs av Friedrich Ludwig Diels. Terminalia trichopoda ingår i släktet Terminalia och familjen Combretaceae. Inga underarter finns listade i Catalogue of Life.

## Bildgalleri

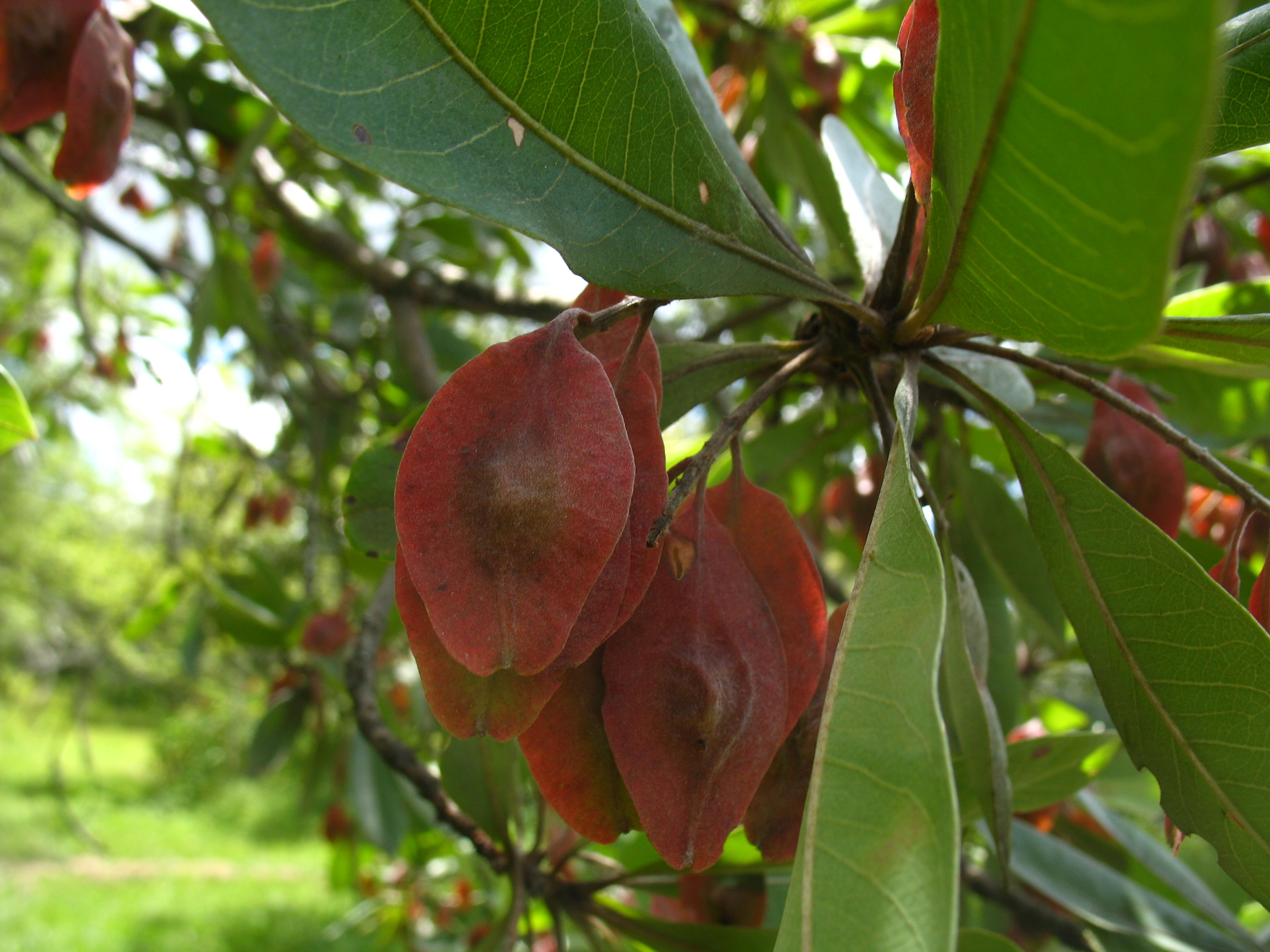